# N629 (België)
De N629 is een gewestweg in de Belgische provincie Luik. De weg verbindt de N67 in Eupen met de N62 in Spa. De weg heeft een lengte van ongeveer 24 kilometer.
De weg komt onder andere langs de Gileppestuwdam en het Lac de Warfaaz.

## Plaatsen langs de N629
- Eupen
- Bètâne
- Jalhay
- Surister
- Tiège
- Spa

## N629a
De N629a is een gewestweg in de Belgische provincie Luik. De weg verbindt de N629 in Baugnez ten zuidwesten van Eupen met de Gileppestuwdam. De lengte van de gewestweg is 426 meter, de weg zelf loopt verder door tot aan de dam.
Op de borden wordt het wegnummer niet weergegeven.